# Allophylus bullatus
Espèce
Statut de conservation UICN

 VU A2c : Vulnérable
Allophylus bullatus Radlk. est une espèce de plantes de la famille des Sapindaceae et du genre Allophylus, endémique de la ligne montagneuse du Cameroun.

## Description
C'est un petit arbre à fleurs blanches pouvant atteindre 18 m de hauteur, aussi décrit comme un « arbre à savon à tige et à feuilles hérissées ».

## Distribution
L'espèce est présente principalement au Cameroun depuis le mont Cameroun jusqu'aux Bamenda Highlands, également au sud-est du Nigeria (Obudu et Mambila) et à Sao Tomé-et-Principe.